# Les Écureuils d'Amiens
Les Écureuils d'Amiens sont un club de roller in line hockey qui évolue en Ligue nationale pour la saison 2023-2024.

## Palmarès

### Hockey Majeur
- Championnat de France Élite :
  - Vice-champion : 2010[2]

- Coupe de France Élite :
  - Finaliste : 2007[2]

- Championnat d'Europe des clubs :
  - Quart de finaliste : 2011[2]

- Championnat de France Junior :
  - Champion : 2003, 2004, 2012
  - Finaliste : 1998, 2006, 2009

### Hockey Mineur
- Championnat de France Cadet :
  - Champion : 2002, 2003
  - Vice-champion : 1996[2],2016